# Duett (Zoologie)

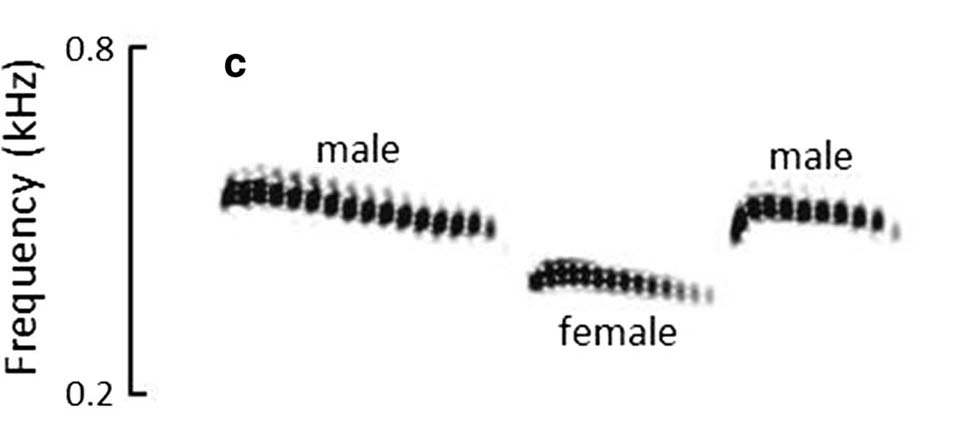
Spektrogramm des Duettgesangs bei einem Weißbrauenkuckuckspärchen

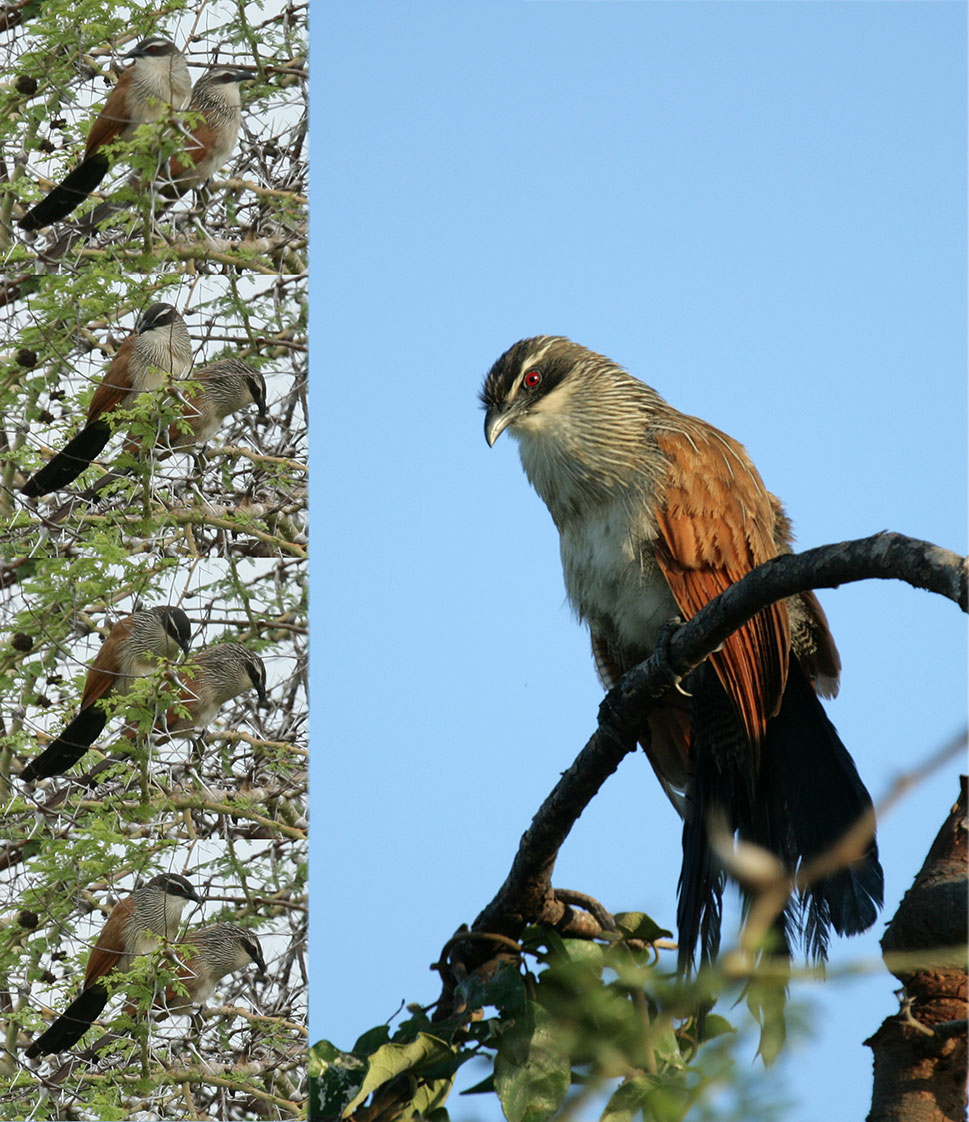
Rechts: Ein männlicher Weißbrauenkuckuck (Centropus superciliosus) beim Singen in der dafür typischen Haltung. Links: eine Serie von Bildern mit einem Pärchen beim Duettgesang. Von oben, 1: direkt vor dem Gesang; 2: Männchen (re) beginnt zu singen; 3: Weibchen (li) setzt in den Gesang ein; 4: Männchen beendet den Gesang. Fotos aus einem Artikel von Brumm und Goymann.

Manche Tierarten können im Duett singen, wobei sich meistens je ein Männchen und ein Weibchen gegenseitig stimulieren und wechselweise singen oder rufen. Duettieren ist vor allem von Vögeln und Gibbons bekannt, wurde aber z. B. auch bei verschiedenen anderen Affen, Antilopen, Fröschen und sogar bei Grillen beschrieben.

## Duettieren bei Vögeln
Duett-Gesänge sind bei mindestens 360 Arten von Vögeln aus 18 Familien der Singvögel und 32 weiteren Familien bekannt. Es ist offensichtlich, dass sich das Duettieren mehrfach unabhängig entwickelt hat. Andererseits hat sich die Fähigkeit zu duettieren innerhalb einzelner Vogelfamilien, z. B. bei Bartvögeln, verschiedentlich wieder verloren. Mehrfach wurde berichtet, dass das Duettieren vor allem bei Vögeln in den Tropen häufig ist, es dürfte unter anderem damit zusammenhängen, dass Vögel der Tropen keine Wanderung (Vogelzug) durchführen, also dauerhaft im gleichen Revier bleiben. Die meisten duettierenden Arten sind monogam.
Die biologische Wirksamkeit des Duettierens hängt insbesondere davon ab, dass die einzelnen Gesänge der Partner genau ineinander passen und damit beweisen, dass die Parts aufeinander abgestimmt sind. Bei vielen duettierenden Vogelarten erfolgt die wechselseitige Koordination nicht nur vokal, also lautlich, sondern wird begleitet von nicht-vokalen Verhaltensmustern wie auffälligen Flügelschlägen.
Vögel, die duettieren, durchlaufen als Paare eine Art „Verlobungszeit“. Während dieser lernen sie das Gesangsrepertoire des Partners beziehungsweise der Partnerin kennen und bauen einen paarspezifischen Duettgesang auf, der das Paar aneinander bindet. Bei vielen Arten dürfte der Duettgesang der Markierung und Verteidigung eines gemeinsamen Territoriums dienen. Zusätzlich sind verschiedene Funktionen wie die reproduktive Synchronisation der Geschlechtspartner oder die Überprüfung der Paarbindung anzunehmen.

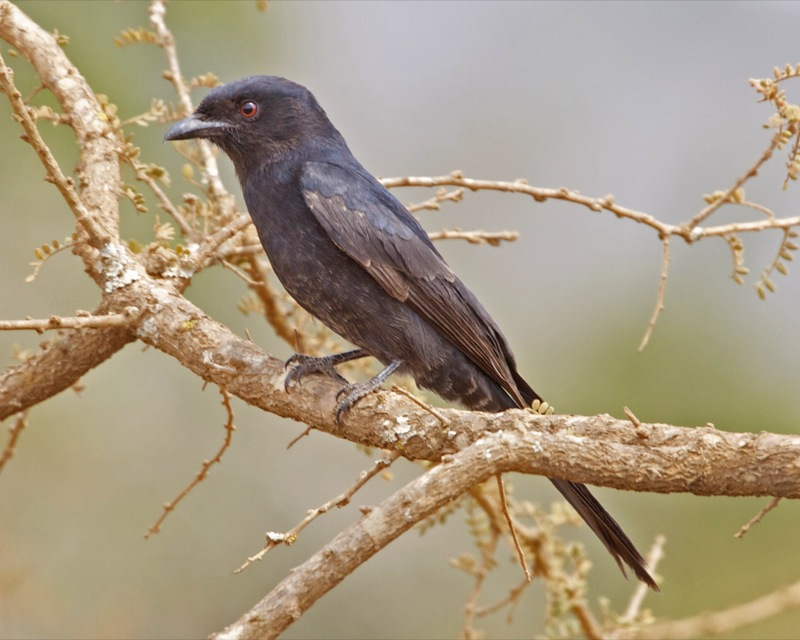
Trauerdrongo, eine Vogelart, die sehr komplizierte Duette singt

Einen besonders kompliziert strukturierten Duettgesang findet man zum Beispiel bei Trauerdrongos (Dicrurus adsimilis), bei denen jeder Partner ein individuelles Repertoire von über 30 Lauten hat, die er hintereinander mit kurzen Pausen singt. Dazwischen folgt jeweils ein Laut des anderen Vogels, so, dass die Laute direkt aufeinanderfolgen wie die Zähne eines Reißverschlusses. Das Repertoire jedes Vogels enthält verschiedene Themengruppen. Wenn einer der beiden ein anderes Thema beginnt, so stimmt der andere sogleich zur korrespondierenden Lautgruppe ein.
In ähnlicher Weise wie beim Duettgesang können Paare auch durch wechselseitige Bewegungsfolgen eine paarspezifische Bindung aufbauen und erhalten. Diese Bewegungsfolgen ähneln dem Balzverhalten und sind für den Zusammenhalt der Partner von Bedeutung. Besonders markant sind solche wechselseitigen Rituale (außerhalb der Fortpflanzungszeit) zum Beispiel beim Galapagosalbatros (Phoebastria irrorata). Ähnliches gilt auch für das Duettieren der Störche mit Schnabelklappern.

## Duettieren bei Gibbons

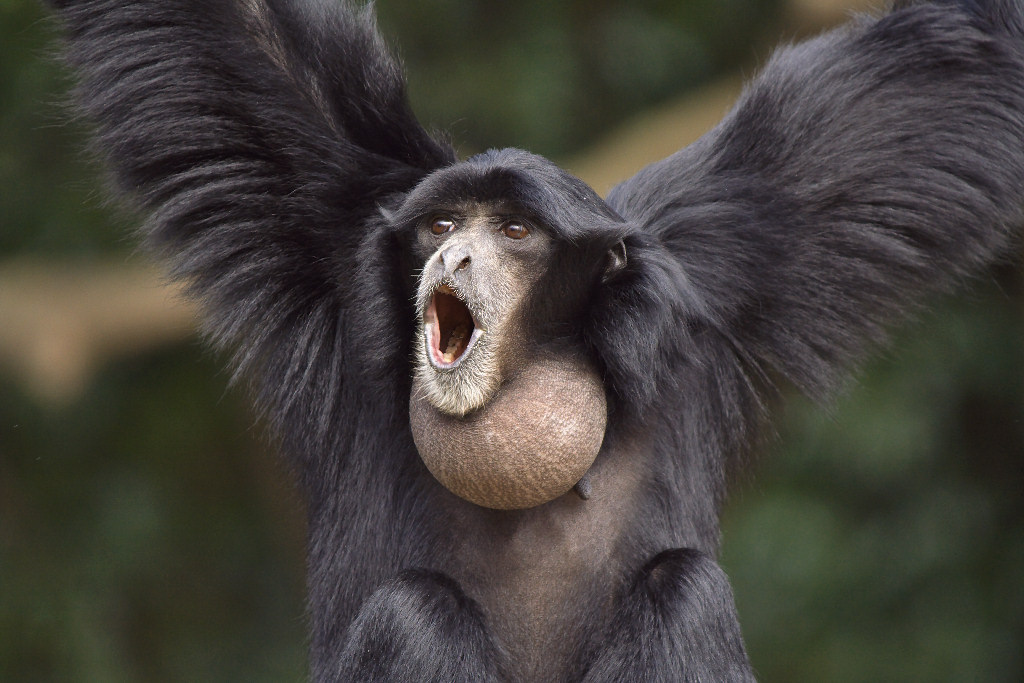
Siamang mit charakteristischem großem Kehlsack

Die meisten Arten von Gibbons können im Duett singen. Diese Fähigkeit ist ein gemeinsames, ursprüngliches Merkmal, das nur bei Hylobates moloch und bei H. klossii verloren gegangen ist: Bei diesen beiden Arten singen die Männchen oder Weibchen nur einzeln.
Besonders komplexe Duette singt der Siamang (Symphalangus syndactylus). Dabei singen die Männchen und die Weibchen jeweils unterschiedliche Strophen und koordinieren ihren Gesang nach festen Regeln. Darüber hinaus kennt man bei den meisten Arten auch Sologesänge der Männchen. Während die Sologesänge vermutlich vor allem zur Verteidigung der Ressourcen (Territorium, Nahrungsquellen, Partner) dienen, dürften die Duettgesänge verschiedene Funktionen haben. Die Duettgesänge finden meist in den frühen Morgenstunden statt, jedoch bei unterschiedlichen Arten teilweise zu verschiedenen Zeiten.
Die Gesänge der Gibbons gelten als Modell für die Evolution der menschlichen Musik. Sowohl bei Altwelt-Primaten als auch bei Gibbons gibt es sogenannte „Loud calls“ von Männchen, die sehr ähnlich sind. Parallelen zwischen den Gesängen der Gibbons und der Menschen lassen ursprüngliche Funktionen des menschlichen Gesangs und der Musik erkennen.